# Euphaedra (Proteuphaedra) imperialis
Euphaedra (Proteuphaedra) imperialis es una especie de  Lepidoptera, de la familia Nymphalidae,  subfamilia Limenitidinae, tribu Adoliadini, pertenece al género Euphaedra, subgénero (Proteuphaedra).

## Subespecies
- Euphaedra (Proteuphaedra) imperialis imperialis
- Euphaedra (Proteuphaedra) imperialis gabonica (Rothschild, 1918)
- Euphaedra (Proteuphaedra) imperialis hecqui (Darge, 1975)
- Euphaedra (Proteuphaedra) imperialis arta (Hecq, 1979)

## Localización
Esta especie y las subespecies de Lepidoptera se encuentra localizada en Camerún, Gabón, Nigeria y Zaire (África). 